# Collairnie Castle

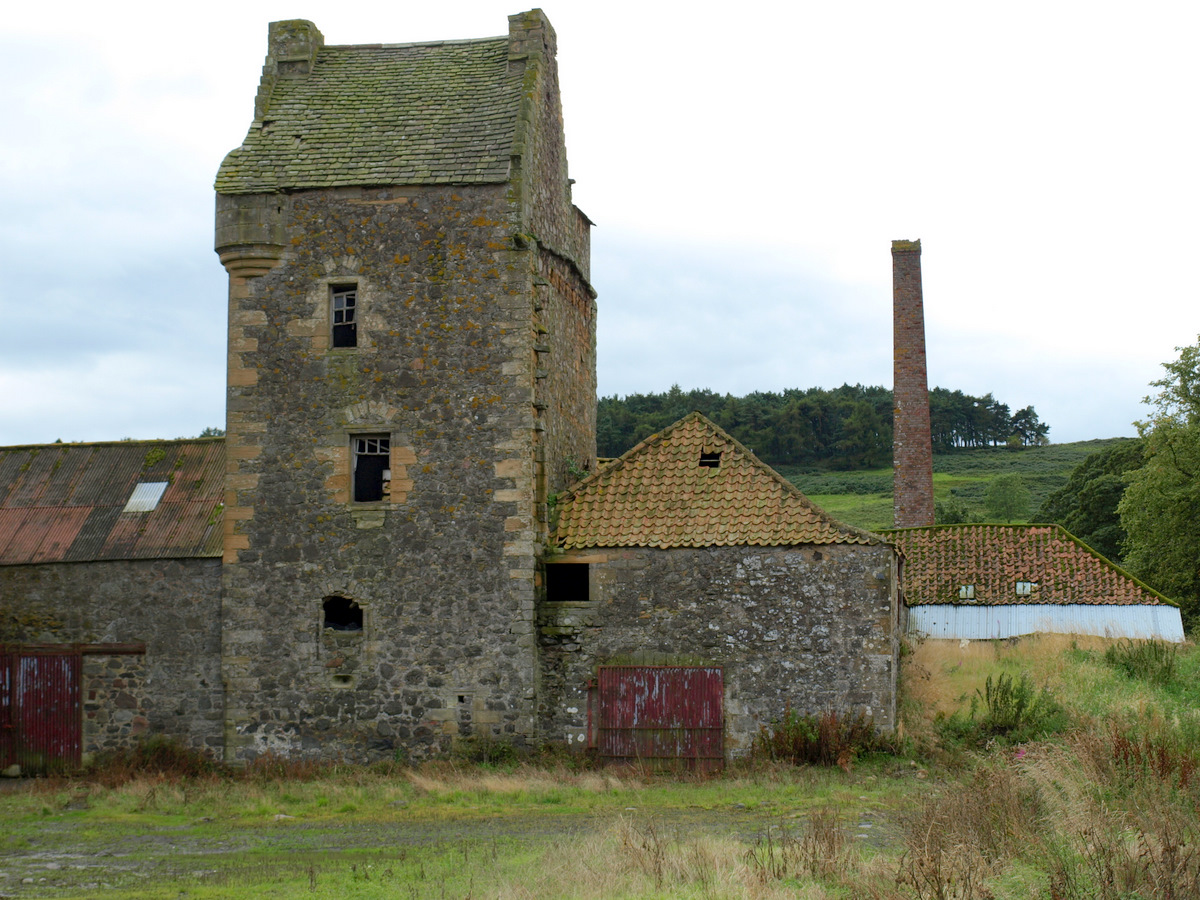
Collairnie Castle

Collairnie Castle ist ein Tower House mit L-förmigem Grundriss in der Gemeinde Dunbog in der schottischen Council Area Fife.
Die Burg wurde im 16. Jahrhundert um einen Flügel mit vier Vollgeschossen und einem Dachgeschoss erweitert. Der Hauptblock wurde bis auf das Erdgeschoss abgerissen und das gesamte Gebäude wurde im 19. Jahrhundert in einen Bauernhof integriert. Es wurde geschrieben, dass der Wohnturm „als Arbeit der Bauern zu einem Ärgernis geworden [sei]“. In den verbleibenden Geschossen befinden sich zwei Deckengemälde aus der schottischen Renaissance. Die Burg gilt als Scheduled Monument. Eine ehemalige zusätzliche Einstufung als historisches Bauwerk der Kategorie A wurde 2017 aufgehoben.
Dem Clan Barclay gehörte der Wohnturm seit 1789, fiel dann aber an die Balfours.
Man sagt, dass Maria Stuart 1564, auf ihrem Weg nach St Andrews, drei Nächte in Collairnie Castle verbracht hätte.